# Локс Пратт
Локс Пратт (англ. Lox Pratt) — британський актор. Зіграє роль Драко Мелфоя в серіалі «Гаррі Поттер» від HBO.

## Біографія
Локс Пратт не відвідує школу, а перебуває на домашньому навчанні. Має трьох братів. Мама — Кет Пратт, засновниця спільноти самостійного навчання в Корнуоллі. Локс займається грою на барабанах, танцями, серфінгом та скейтбордингом, а також цікавиться дизайном. Він є учасником подкастів «Rethinking Education» (укр. «Переосмислення освіти») і бере участь у відповідних дискусійних заходах.

## Кар'єра
Зіграє роль «лиходія», Джека, в серіалі «Володар мух» на основі однойменної книги англійського письменника Вільяма Голдінга. Серіал розповідає історію групи хлопчиків, які опиняються на тропічному острові.
Другою участю в екранізації літературної франшизи в кар'єрі Локса Пратта стане роль Драко Мелфоя в серіалі «Гаррі Поттер» від HBO. З травня 2025 року в соціальних мережах поширювалися припущення, що Пратт є претендентом на роль, а офіційно про його участь у серіалі стало відомо в червні 2025 року. Роль Драко стане першою головною роллю Пратта у великомасштабному проєкті. Його зовнішність — «світле волосся та холодні очі» — за описами відповідає образу з книги.

## Фільмографія
| Рік  |   | Українська назва | Оригінальна назва | Роль         |
| ---- | - | ---------------- | ----------------- | ------------ |
| TBA  | с | Володар мух      | Lord of the Flies | Джек         |
| 2027 | с | Гаррі Поттер     | Harry Potter      | Драко Мелфой |